# Thudiyalur
Thudiyalur (o Tudiyalur) è una suddivisione dell'India, classificata come town panchayat, di 20.897 abitanti, situata nel distretto di Coimbatore, nello stato federato del Tamil Nadu. In base al numero di abitanti la città rientra nella classe III (da 20.000 a 49.999 persone).

## Geografia fisica
La città è situata a 11° 04' 37 N e 76° 55' 56 E.

## Società

### Evoluzione demografica
Al censimento del 2001 la popolazione di Thudiyalur assommava a 20.897 persone, delle quali 10.689 maschi e 10.208 femmine. I bambini di età inferiore o uguale ai sei anni assommavano a 2.039, dei quali 1.034 maschi e 1.005 femmine. Infine, coloro che erano in grado di saper almeno leggere e scrivere erano 15.769, dei quali 8.759 maschi e 7.010 femmine.